# Acronychia
Acronychia é um género botânico pertencente à família Rutaceae.

## Espécies
- Acronychia aberrans T.G.Hartley
- Acronychia acidula  F.Muell.
- Acronychia acronychioides  (F.Muell.) T.G.Hartley
- Acronychia acuminata  T.G.Hartley
- Acronychia arfakensis  Gibbs
- Acronychia baeuerlenii  T.G.Hartley
- Acronychia brassii  T.G.Hartley
- Acronychia carrii  T.G.Hartley
- Acronychia cartilaginea  T.G.Hartley
- Acronychia chooreechillum  (F.M.Bailey) C.T.White
- Acronychia crassipetala  T.G.Hartley
- Acronychia cuspidata  Lauterb.
- Acronychia dimorphocalyx  T.G.Hartley
- Acronychia emarginata  Lauterb.
- Acronychia eungellensis  T.G.Hartley & B.Hyland
- Acronychia foveata  T.G.Hartley
- Acronychia glauca  T.G.Hartley
- Acronychia goniocarpa  Merr. & L.M.Perry
- Acronychia gurakorensis  T.G.Hartley
- Acronychia imperforata  F.Muell.
- Acronychia intermedia  T.G.Hartley
- Acronychia kaindiensis  T.G.Hartley
- Acronychia laevis  J.R.Forst. & G.Forst.
- Acronychia ledermannii  Lauterb.
- Acronychia leiocarpa  P.S.Green
- Acronychia littoralis  T.G.Hartley & J.Williams
- Acronychia macrocalyx  T.G.Hartley
- Acronychia montana  T.G.Hartley
- Acronychia murina  Ridl.
- Acronychia normanbiensis  T.G.Hartley
- Acronychia oblongifolia  (A.Cunn. ex Hook.) Endl. ex Heynh.
- Acronychia octandra  (F.Muell.) T.G.Hartley
- Acronychia papuana  Gibbs
- Acronychia parviflora  C.T.White
- Acronychia pauciflora  C.T.White
- Acronychia pedunculata  (L.) Miq.
- Acronychia pubescens  (F.M.Bailey) C.T.White
- Acronychia pullei  Lauterb.
- Acronychia reticulata  Lauterb.
- Acronychia richards-beehleri  Takeuchi
- Acronychia rubescens  Lauterb.
- Acronychia rugosa  T.G.Hartley
- Acronychia schistacea  T.G.Hartley
- Acronychia similaris  T.G.Hartley
- Acronychia smithii  T.G.Hartley
- Acronychia suberosa  C.T.White
- Acronychia trifoliolata  Zoll. & Moritzi
- Acronychia vestita  F.Muell.
- Acronychia wabagensis  T.G.Hartley
- Acronychia wilcoxiana  (F.Muell.) T.G.Hartley
- Acronychia wisseliana  T.G.Hartley